# Anse-à-Pitre
Anse-à-Pitre (franska: Anses à Pitre, Anse Pitres, Anses-a-Pîtres, Anse-à-Pitres) är en ort i Haiti.   Den ligger i departementet Sud-Est, i den sydöstra delen av landet, 80 km sydost om huvudstaden Port-au-Prince. Anse-à-Pitre ligger 30 meter över havet och antalet invånare är 1 736.
Terrängen runt Anse-à-Pitre är platt söderut, men åt nordost är den kuperad. Havet är nära Anse-à-Pitre åt sydväst.  Det finns inga andra samhällen i närheten. 